# 体性神経系
体性神経系（たいせいしんけいけい、英:somatic nervous system）は、自律神経系とともに末梢神経系をなす。体性神経系は、感覚神経と運動神経とがある。体性感覚や特殊感覚に基づく骨格筋の反射による運動機能の調節や、大脳皮質の働きに基づく意志による運動機能に関与する。